# Fabiana Claudino
Fabiana Marcelino Claudino née le 24 janvier 1985 à Santa Luzia, est une joueuse brésilienne de volley-ball évoluant au poste de centrale. Elle a totalisé 103 sélections en équipe du Brésil.

## Biographie
Avec l'équipe du Brésil de volley-ball féminin, elle est médaillée d'or olympique en 2008 à Pékin et en 2012 à Londres.

## Clubs
| Club                       | De        | À         |
| -------------------------- | --------- | --------- |
| Minas Tênis Clube          | 2001-2002 | 2003-2004 |
| Rio de Janeiro Volêi Clube | 2004-2005 | 2009-2010 |
| Vôlei Futuro               | 2010-2011 | 2010-2011 |
| Fenerbahçe İstanbul        | 2011-2012 | 2011-2012 |
| Sesi-SP                    | 2012-2013 | 2015-2016 |
| Praia Clube                | 2016-2017 | 2018-2019 |
| Hisamitsu Springs          | 2019-2020 | …         |

## Palmarès

### Équipe nationale
- Jeux Olympiques (2)
  -  2008 à Pékin.
  -  2012 à Londres.
- Championnat du monde
  - Finaliste : 2006, 2010
- Coupe du monde
  - Finaliste : 2007
- World Grand Champions Cup (2)
  - Vainqueur : 2005, 2013.
- Grand Prix Mondial (3)
  - Vainqueur : 2004, 2006, 2008, 2009, 2013, 2014, 2016.
  - Finaliste : 2010, 2011, 2012.
- Championnat d'Amérique du Sud
  - Vainqueur : 2003, 2005, 2007, 2009, 2011, 2013, 2015, 2019.
- Coupe panaméricaine
  - Vainqueur : 2006,  2009, 2011.
- Jeux Panaméricains
  - Vainqueur : 2011.
  - Finaliste : 2007.
- Championnat du monde des moins de 20 ans
  - Vainqueur : 2003.
- Championnat du monde des moins de 18 ans
  - Finaliste : 2001.
- Championnat d'Amérique du Sud  des moins de 20 ans
  - Vainqueur : 2002.

### Clubs
- Championnat sud-américain des clubs
  - Vainqueur : 2014.
  - Finaliste : 2009, 2017, 2019.
- Ligue des champions
  - Vainqueur : 2012.
- Championnat du Brésil
  - Vainqueur : 2002, 2006, 2007, 2008, 2009, 2018.
  - Finaliste : 2005, 2014, 2019.
- Coupe du Brésil
  - Vainqueur : 2007.
  - Finaliste  : 2014, 2015, 2018, 2019.
- Supercoupe du Brésil
  - Vainqueur : 2018.
  - Finaliste : 2016.

### Distinctions individuelles
- Championnat du monde de volley-ball féminin des moins de 18 ans 2001: Meilleure attaquante et meilleure contreuse[4].
- Championnat d'Amérique du Sud féminin de volley-ball des moins de 20 ans 2002: Meilleure contreuse.
- Championnat du monde de volley-ball féminin des moins de 20 ans 2003: Meilleure attaquante.
- World Grand Champions Cup féminine 2005: Meilleure contreuse.
- Coupe panaméricaine de volley-ball féminin 2006: Meilleure contreuse.
- Grand Prix Mondial de volley-ball 2006: Meilleure attaquante.
- Grand Prix Mondial de volley-ball 2009: Meilleure contreuse.
- Championnat d'Amérique du Sud de volley-ball féminin 2011: Meilleure contreuse.
- Jeux olympiques d'été de 2012: Meilleure contreuse.
- Championnat d'Amérique du Sud de volley-ball féminin 2013: Meilleure centrale.
- World Grand Champions Cup féminine 2013:MVP[5].
- Championnat sud-américain des clubs de volley-ball féminin 2014:MVP.
- Grand Prix mondial de volley-ball 2014 : 2e meilleure centrale[6].
- Championnat sud-américain des clubs de volley-ball féminin 2017: Meilleure centrale.